# All the Way
All the Way ist ein Popsong, geschrieben von Jimmy Van Heusen (Musik) und Sammy Cahn (Text), der 1957 veröffentlicht wurde.

## Verwendung des Songs und erste Aufnahme

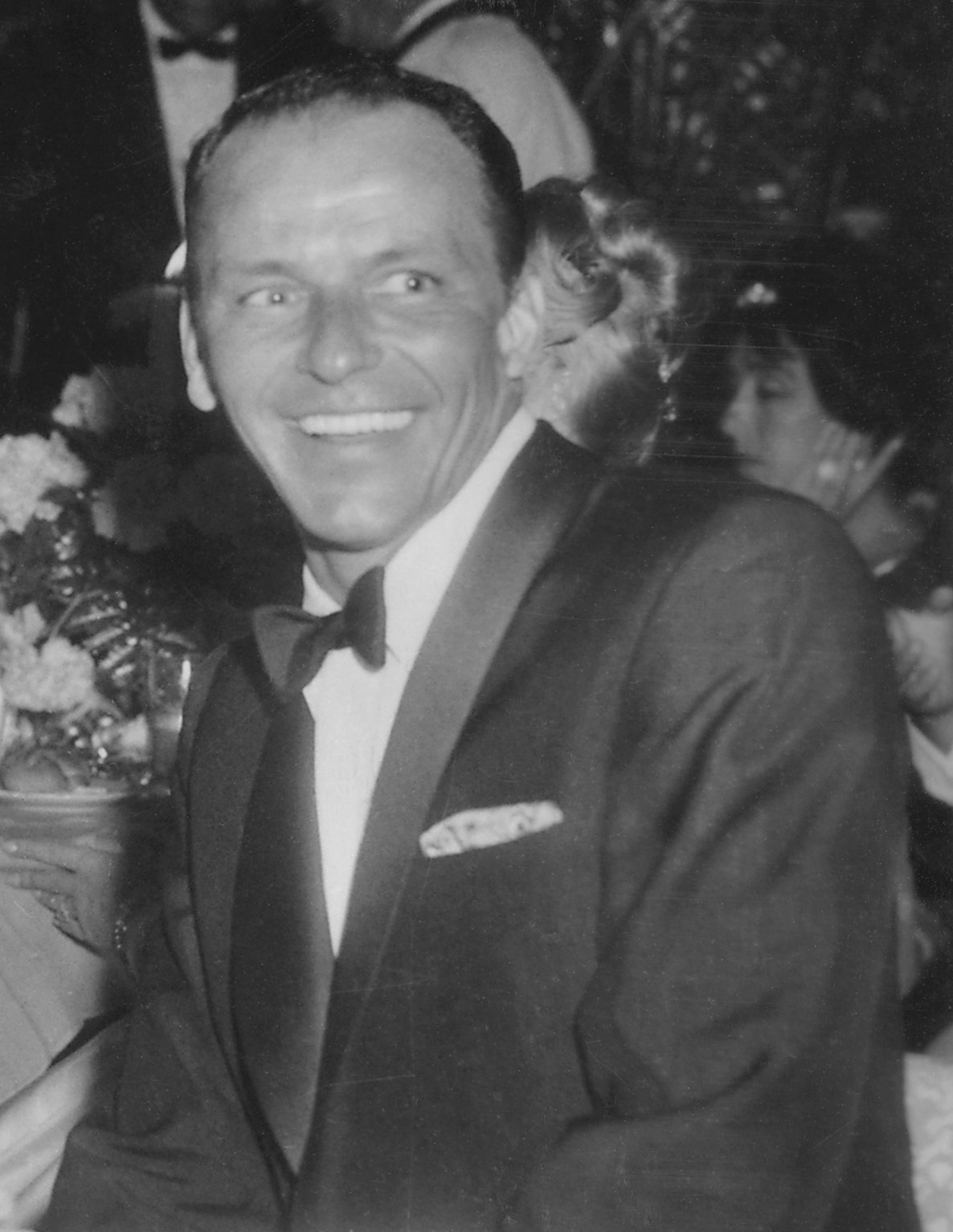
Frank Sinatra (1960)

Das Songwriter-Duo Van Heusen/Cahn schrieb All the Way für den Spielfilm Schicksalsmelodie (The Joker Is Wild), in dem er von Frank Sinatra vorgestellt wird, begleitet von Nelson Riddle und seinem Orchester. Van Heusen schrieb den Song in der Absicht, den Stimmverlust von Joe E. Lewis (der Filmrolle von Sinatra) darzustellen. Dazu schrieb er einen musikalischen Sprung in den Song, der besonders schwierig für ihn zu meistern schien und man glauben sollte, dass er dann dramatisch abbrach.
All the Way wurde in der Kategorie Bester Song 1957 mit einem Oscar ausgezeichnet.
Neben diesem Song trug Sinatra in dem Film außerdem Chicago (That Toddlin’ Town) von Fred Fisher vor, was als B-Seite der Singleauskopplung von All the Way auf Capitol Records veröffentlicht wurde (CL 14800 bzw. als EP EAP 20062). Die Single erreichte #15 der amerikanischen Billboard Charts und #3 der britischen Single-Charts.
Die ersten Zeilen des Lieds lauten:
When somebody loves you
It's no good unless he loves you – all the way
Happy to be near you
When you need someone to cheer you – all the way

## Coverversionen
Der Song wurde ab den späten 1950er-Jahren von zahlreichen Musikern aufgenommen, u. a. von Herbie Nichols (Love, Gloom, Cash, Love), Lee Morgan (Candy 1957), Jonah Jones, Keely Smith/Billy May (1959), Billie Holiday, Mal Waldron, Ted Heath, Ike Quebec und Oliver Nelson und wurde zu einem Jazzstandard machte. In späteren Jahren interpretierten den Song u. a. auch Etta Jones, das Uri Caine Trio (Live at the Village Vanguard, 2003), Junior Mance und Joe Temperley. Bob Dylan nahm 2016 eine Version des Songs für sein Album Falling Angels auf.